# Biathlon-Weltmeisterschaften 1998
Bei den 33. Biathlon-Weltmeisterschaften wurden wegen der im selben Jahr abgehaltenen Olympischen Winterspiele nur die nichtolympischen Bewerbe ausgetragen.

## Wettbewerbe
Die Wettbewerbe fanden im Rahmen des Biathlon-Weltcups statt. Die erstmals bei Weltmeisterschaften ausgetragenen Verfolgungsrennen gab es am 8. März 1998 auf der slowenischen Hochebene Pokljuka, die Mannschaftswettkämpfe am 15. März 1998 im österreichischen Hochfilzen.
Der Teamwettbewerb hatte sich im Weltcup als nicht sonderlich attraktiv herausgestellt und verschwand ab der kommenden Saison aus dem Angebotskatalog.
Die Verfolgung (bei den Männern über 12,5 km, bei den Frauen über 10 km) war die erste Einzeldisziplin, bei der es zu einer direkten Auseinandersetzung der Athletinnen und Athleten kam, was es so im Biathlon bis dahin nur in den Staffeln gegeben hatte. Gestartet wurde in den Abständen aus dem Sprint und der umgekehrten Reihenfolge der im Sprint erzielten Ränge. Es waren vier Schießeinlagen (liegend – liegend – stehend – stehend) mit je fünf Schüssen zu absolvieren. Jeder Fehlschuss wurde nicht wie im Einzelwettkampf mit einer Strafminute, sondern wie in der Staffel mit einer Strafrunde belegt. Nachlader wie in der Staffel standen nicht zur Verfügung. Der Wettbewerb sollte sich durch die jeweils leicht zu verfolgende Reihenfolge und die direkte Begegnung der Athletinnen und Athleten untereinander zu einer sehr attraktiven Disziplin entwickeln, die das Zuschauerinteresse am Biathlon noch einmal steigerte.

## Männer

### Verfolgung 12,5 km
| Platz | Sportler             | Zeit/Rückstand | Schießfehler |
| ----- | -------------------- | -------------- | ------------ |
| 01    | Wladimir Dratschow   | 036:30,3 min   | 2 (0-1-1-0)  |
| 02    | Ole Einar Bjørndalen | 00+14,0 s00    | 2 (1-1-0-0)  |
| 03    | Raphaël Poirée       | 00+41,6 s00    | 2 (1-1-0-0)  |
| 04    | Sven Fischer         | 00+43,2 s00    | 5 (2-2-0-1)  |
| 05    | Ville Räikkönen      | 00+43,4 s00    | 1 (1-0-0-0)  |
| 06    | Sergei Roschkow      | +1:06,5 min    | 0 (0-0-0-0)  |
| 07    | Ricco Groß           | +1:09,5 min    | 2 (1-0-1-0)  |
| 08    | Frode Andresen       | +1:12,9 min    | 3 (1-0-2-0)  |
| 09    | Ilmārs Bricis        | +1:14,2 min    | 4 (2-1-1-0)  |
| 10    | René Cattarinussi    | +1:14,2 min    | 4 (2-1-1-0)  |
|       |                      |                |              |
| 15    | Ludwig Gredler       | +1:48,8 min    | 3 (1-0-0-2)  |
|       |                      |                |              |
| 16    | Frank Luck           | +2:06,5 min    | 3 (0-2-0-1)  |
|       |                      |                |              |
| 19    | Pieralberto Carrara  | +2:23,5 min    | 4 (2-0-1-1)  |
|       |                      |                |              |
| 25    | Wolfgang Perner      | +3:21,3 min    | 5 (2-1-2-0)  |
| 26    | Jean-Marc Chabloz    | +3:21,4 min    | 5 (1-2-2-0)  |
|       |                      |                |              |
| 28    | Wilfried Pallhuber   | +3:31,2 min    | 4 (4-0-0-0)  |
|       |                      |                |              |
| 35    | Wolfgang Rottmann    | +3:58,2 min    | 5 (1-0-2-2)  |
| …     |                      |                |              |

Datum: 8. März 1998 – Pokljuka

### Mannschaft
| Platz | Land/Sportler                                                                                 | Zeit/Rückstand | Schießfehler |
| ----- | --------------------------------------------------------------------------------------------- | -------------- | ------------ |
| 01    | Norwegen 0000Egil Gjelland 0000Sylfest Glimsdal 0000Halvard Hanevold 0000Ole Einar Bjørndalen | 029:17,6 min   | 1 0 1        |
| 02    | Deutschland 0000Ricco Groß 0000Carsten Heymann 0000Sven Fischer 0000Frank Luck                | 00+43,7 s00    | 3 0 3 1      |
| 03    | Russland 0000Wladimir Dratschow 0000Alexei Kobelew 0000Sergei Roschkow 0000Wiktor Maigurow    | 00+56,4 s00    | 3 0 1        |
| 04    | Finnland 0000Harri Eloranta 0000Ville Räikkönen 0000Olli-Pekka Peltola 0000Paavo Puurunen     | +1:21,3 min    | 4 2 0 2 0    |
| 05    | Polen 0000Wiesław Ziemianin 0000Jan Ziemianin 0000Tomasz Sikora 0000Wojciech Kozub            | +1:42,3 min    | 4 0 2        |
| 06    | Italien 0000Patrick Favre 0000Hubert Leitgeb 0000René Cattarinussi 0000Pieralberto Carrara    | +2:02,3 min    | 6 0 2 1 3    |
| 07    | Frankreich 0000Stéphane Azambre 0000Raphaël Cart-Lamy 0000Andreas Heymann 0000Raphaël Poirée  | +2:12,3 min    | 4 0 2        |
| 08    | Lettland 0000Raivis Zīmelis 0000Gundars Upenieks 0000Jēkabs Nākums 0000Ilmārs Bricis          | +2:02,3 min    | 5 1 2 0      |
| 09    | Slowenien 0000Tomaž Žemva 0000Aleksander Grajf 0000Tomaž Globočnik 0000Matjaž Poklukar        | +2:35,3 min    | 4 2 1 9 4    |
| 10    | USA 0000Dan Westover 0000Robert Rosser 0000Jay Hakkinen 0000Curt Schreiner                    | +2:43,8 min    | 6 3 0 3 0    |
| 11    | Österreich 0000Wolfgang Perner 0000Reinhard Neuner 0000Ludwig Gredler 0000Wolfgang Rottmann   | +2:53,4 min    | 6 0 2        |
|       |                                                                                               |                |              |
| 17    | Schweiz 0000Corsin Rauch 0000Dani Niederberger 0000Reto Hänni 0000Jean-Marc Chabloz           | +4:23,8 min    | 5 2 0 1      |
| …     |                                                                                               |                |              |

Datum: 15. März 1998 – Hochfilzen

## Frauen

### Verfolgung 10 km
| Platz | Sportlerin           | Zeit/Rückstand | Schießfehler |
| ----- | -------------------- | -------------- | ------------ |
| 01    | Magdalena Forsberg   | 037:58,6 min   | 2 (0-1-1-0)  |
| 02    | Corinne Niogret      | +1:06,9 min    | 1 (0-0-1-0)  |
| 03    | Martina Zellner      | +1:25,8 min    | 0 (0-0-0-0)  |
| 04    | Ekaterina Dafowska   | +1:47,4 min    | 2 (0-1-0-1)  |
| 05    | Petra Behle          | +1:56,4 min    | 2 (0-0-2-0)  |
| 06    | Ann Elen Skjelbreid  | +2:23,9 min    | 5 (0-1-2-2)  |
| 0 7   | Christelle Gros      | +2:25,5 min    | 4 (1-2-0-1)  |
| 08    | Alena Subrylawa      | +2:38,3 min    | 2 (0-0-1-1)  |
| 09    | Olena Petrowa        | +2:58,4 min    | 2 (0-0-0-2)  |
| 10    | Liv Grete Skjelbreid | +3:24,3 min    | 5 (1-1-2-1)  |
|       |                      |                |              |
| 13    | Katrin Apel          | +3:30,9 min    | 5 (0-2-1-2)  |
|       |                      |                |              |
| 15    | Uschi Disl           | +3:42,9 min    | 6 (0-1-2-3)  |
|       |                      |                |              |
| 26    | Nathalie Santer      | +5:12,2 min    | 7 (1-0-4-2)  |
| …     |                      |                |              |

Datum: 8. März 1998 – Pokljuka

### Mannschaft
| Platz | Land/Sportlerin                                                                                           | Zeit/Rückstand | Schießfehler |
| ----- | --- | -------------- | ------------ |
| 01    | Russland 0000Anna Wolkowa 0000Olga Romasko 0000Swetlana Ischmuratowa 0000Albina Achatowa                  | 030:21,14 min  | 4 1 2 0      |
| 02    | Norwegen 0000Hildegunn Mikkelsplass 0000Ann Elen Skjelbreid 0000Anette Sikveland 0000Liv Grete Skjelbreid | 00+17,6 s00    | 5 0 2 3      |
| 03    | Finnland 0000Katja Holanti 0000Tiina Mikkola 0000Mari Lampinen 0000Sanna-Leena Perunka                    | 00+39,1 s00    | 2 0 1        |
| 04    | Ukraine 0000Olena Petrowa 0000Nina Lemesch 0000Walentyna Zerbe-Nessina 0000Alena Subrylawa                | 00+41,2 s00    | 5 1 0 3 1    |
| 05    | Frankreich 0000Anne Briand 0000Emmanuelle Claret 0000Delphyne Heymann-Burlet 0000Corinne Niogret          | 00+53,3 s00    | 4 1 0 2 1    |
| 06    | Belarus 0000Natallja Ryschankowa 0000Iryna Tananajka 0000Ljudmila Lyssenko 0000Swjatlana Paramyhina       | +1:01,7 min    | 3 0 1 2      |
| 07    | Schweden 0000Camilla Westin 0000Maria Schylander 0000Kristina Brounéus 0000Magdalena Forsberg             | +1:05,3 min    | 0 1 0        |
| 08    | Italien 0000Nathalie Santer 0000Barbara Kostner 0000Michela Ponza 0000Siegrid Pallhuber                   | +1:08,1 min    | 2 0 2        |
| 09    | Tschechien 0000Jiřina Pelcová 0000Jitka Pešinová 0000Irena Česneková 0000Eva Háková                       | +1:11,1 min    | 3 0 1        |
| 10    | USA 0000Ntala Skinner 0000Kristina Sabasteanski 0000Kara Salmela 0000Deborah Nordyke                      | +1:32,6 min    | 2 0 2 0      |
| 11    | Deutschland 0000Stefanie Kindt 0000Janet Klein 0000Katja Beer 0000Martina Zellner                         | +1:42,6 min    | 6 2 1 0 3    |
| …     | |                |              |

Datum: 15. März 1998 – Hochfilzen

## Medaillenspiegel
| Platz | Nation      | Gold | Silber | Bronze | Gesamt |
| ----- | ----------- | ---- | ------ | ------ | ------ |
| 1     | Russland    | 2    | 0      | 1      | 3      |
| 2     | Norwegen    | 1    | 2      | 0      | 3      |
| 3     | Schweden    | 1    | 0      | 0      | 1      |
| 4     | Frankreich  | 0    | 1      | 1      | 2      |
| 4     | Deutschland | 0    | 1      | 1      | 2      |
| 6     | Finnland    | 0    | 0      | 1      | 1      |

| Platz | Land        | Athlet               | Gold | Silber | Bronze | Gesamt |
| ----- | ----------- | -------------------- | ---- | ------ | ------ | ------ |
| 01    | Norwegen    | Ole Einar Bjørndalen | 1    | 1      | 0      | 2      |
| #2    | Russland    | Wladimir Dratschow   | 1    | 0      | 1      | 2      |
| #3    | Norwegen    | Egil Gjelland        | 1    | 0      | 0      | 1      |
| #3    | Norwegen    | Sylfest Glimsdal     | 1    | 0      | 0      | 1      |
| #3    | Norwegen    | Halvard Hanevold     | 1    | 0      | 0      | 1      |
| #6    | Deutschland | Ricco Groß           | 0    | 1      | 0      | 1      |
| #6    | Deutschland | Carsten Heymann      | 0    | 1      | 0      | 1      |
| #6    | Deutschland | Sven Fischer         | 0    | 1      | 0      | 1      |
| #6    | Deutschland | Frank Luck           | 0    | 1      | 0      | 1      |
| 10    | Frankreich  | Raphaël Poirée       | 0    | 0      | 1      | 1      |
| 10    | Russland    | Alexei Kobelew       | 0    | 0      | 1      | 1      |
| 10    | Russland    | Sergei Roschkow      | 0    | 0      | 1      | 1      |
| 10    | Russland    | Wiktor Maigurow      | 0    | 0      | 1      | 1      |

| Platz | Land        | Athletin               | Gold | Silber | Bronze | Gesamt |
| ----- | ----------- | ---------------------- | ---- | ------ | ------ | ------ |
| #1    | Schweden    | Magdalena Forsberg     | 1    | 0      | 0      | 1      |
| #1    | Russland    | Anna Wolkowa           | 1    | 0      | 0      | 1      |
| #1    | Russland    | Olga Romasko           | 1    | 0      | 0      | 1      |
| #1    | Russland    | Swetlana Ischmuratowa  | 1    | 0      | 0      | 1      |
| #1    | Russland    | Albina Achatowa        | 1    | 0      | 0      | 1      |
| #6    | Frankreich  | Corinne Niogret        | 0    | 1      | 0      | 1      |
| #6    | Norwegen    | Hildegunn Mikkelsplass | 0    | 1      | 0      | 1      |
| #6    | Norwegen    | Ann-Elen Skjelbreid    | 0    | 1      | 0      | 1      |
| #6    | Norwegen    | Annette Sikveland      | 0    | 1      | 0      | 1      |
| #6    | Norwegen    | Liv Grete Skjelbreid   | 0    | 1      | 0      | 1      |
| 11    | Deutschland | Martina Zellner        | 0    | 0      | 1      | 1      |
| 11    | Finnland    | Katja Holanti          | 0    | 0      | 1      | 1      |
| 11    | Finnland    | Tiina Mikkola          | 0    | 0      | 1      | 1      |
| 11    | Finnland    | Mari Lampinen          | 0    | 0      | 1      | 1      |
| 11    | Finnland    | Sanna-Leena Perunka    | 0    | 0      | 1      | 1      |